# Franz Xaver Kolb

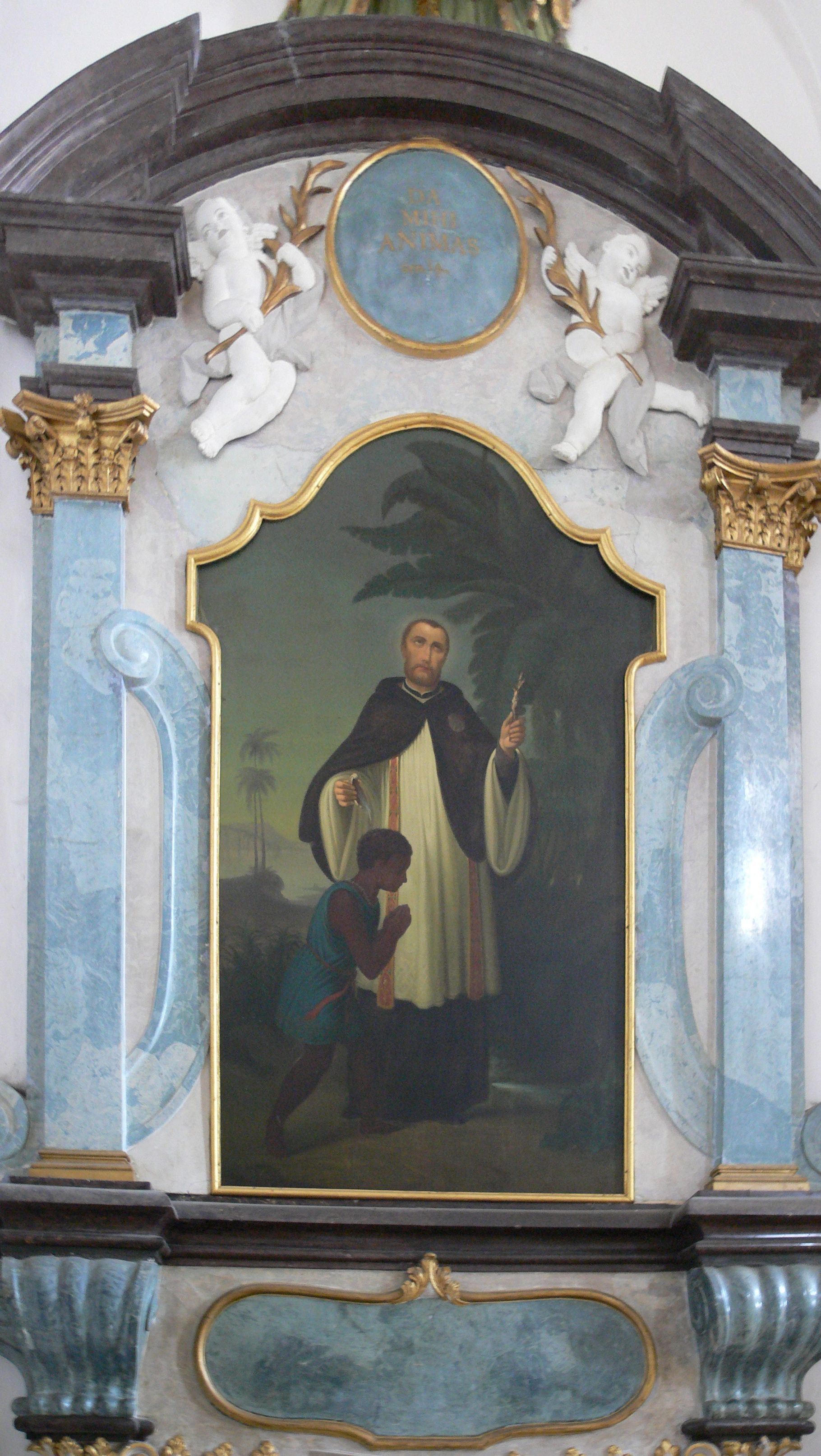
Nebenaltar der Schönenbergkirche mit Darstellung des Franz Xaver, Franz Xaver Kolb 1866

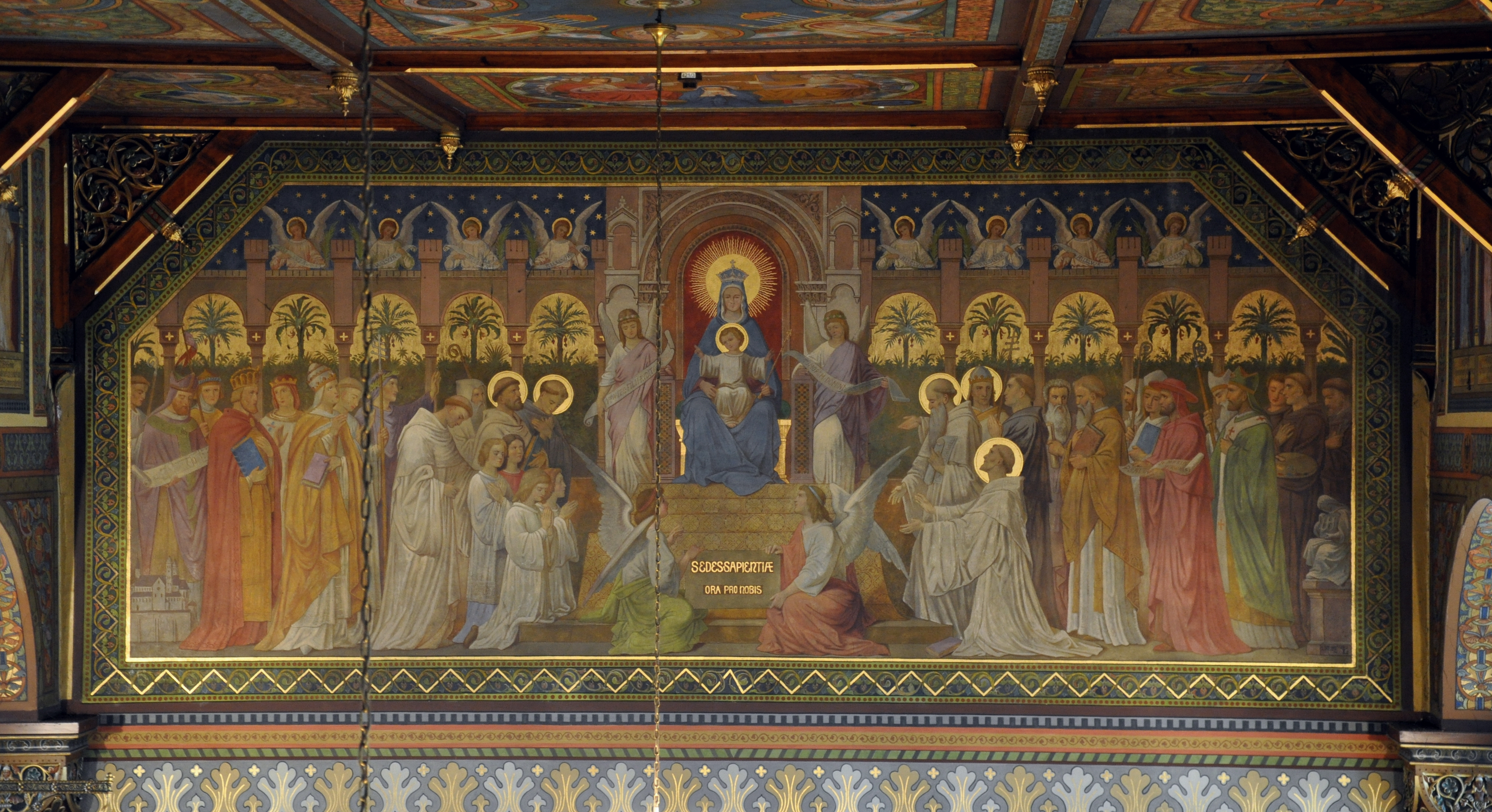
Kollegiumskapelle in Mehrerau, Franz Xaver Kolb 1887

Franz Xaver Kolb (* 27. November 1827 in Ehingen; † 30. Juni 1889 in Ellwangen) war ein deutscher Kirchenmaler.

## Leben und Werk
Kolb war der Sohn des Sattlers und späteren Mesners Franz Kolb und dessen Ehefrau Marianne (geb. Mietinger). Sein 18 Jahre jüngerer Bruder Hans (1845–1928) war ebenfalls Zeichner und Maler und wurde Direktor der Königlichen Kunstgewerbeschule in Stuttgart. Über seine Kindheit und Jugend in Ehingen ist wenig bekannt, doch erhielt er durch Elternhaus und Heimatstadt eine starke katholische Prägung.
Kolb studierte zunächst von 1847 bis 1849 mehrere Semester Theologie an der Universität Tübingen als Conviktuale des Wilhelmsstifts und wechselte 1849 zur Malerei. Er immatrikulierte sich 21-jährig am 17. November 1849 an der Münchner Königlichen Kunstakademie, war aber ab Oktober 1852 abwesend bis (…) und trat bis zum Schluss des Sommersemesters 1853 wieder ein. Er erhielt am 4. März 1854 die Matrikel. In München schloss er sich malerisch an den Historienmaler Wilhelm von Kaulbach an. Kolb ließ sich in Ellwangen nieder und heiratete (wann?) Luise Franziska geb. Jonas. Die Ehe blieb kinderlos.
Prälat Franz Joseph Schwarz (1821–1885) in Ellwangen vermittelte Kolb zahlreiche Kirchenrestaurierungen in der Diözese Rottenburg, so in Bad Mergentheim, Geislingen, Bollingen, Nenningen, Ehingen (Donau), Ellwangen und Hohenberg.
Kirchenausmalungen von ihm finden sich in Regensburg in St. Jakob und in Feldkirch im Vorarlberg. Tafelbilder von seiner Hand von 1886 finden sich in der Kapelle des Gymnasiums des Klosters Mehrerau im Vorarlberg bei Bregenz. Ein weiteres Tafelbild befindet sich in der Ellwanger Wallfahrtskirche Schönenberg auf einem Seitenaltar. Kolb war Mitglied des Münchner Vereins für Christliche Kunst.

## Werke (Auswahl)
- 1865: Wallfahrtskirche Schönenberg; Gnadenkapelle; Hochwände der Lorettokapelle.
- 1865–1866: Altarbild für die „Kapelle“ der Wallfahrtskirche Schönenberg, „Franz Xaverius“ darstellend.
- 1870: Wolfgangskirche in Ellwangen.
- 1879: Ausmalung der Jakobuskirche in Hohenberg.
- 1879: Marienkirche in Ellwangen. Restaurierung nach den Zeichnungen von Franz Xaver Kolb.
- 1880–1884: Ausmalung der Abteikirche Mehrerau mit 131 Gemälden. Keines der Bilder blieb erhalten.
- 1888: Tafelbilder in der Kongregationskapelle des ehemaligen Klosters und späteren Gymnasiums Mehrerau.